# ديفيد موريس (لاعب كرة قدم كندي)
ديفيد موريس (8 فبراير 1978 في كندا - ) هو لاعب كرة قدم كندي في مركز الدفاع. لعب مع فانكوفر وايتكابس (نادي كرة قدم) وFraser Valley Mariners ‏.

## وصلات خارجية
- ديفيد موريس على موقع قاعدة بيانات كرة القدم.إي يو (الإنجليزية)